# Lluís Valls-Taberner Arnó
Lluís Valls-Taberner Arnó (Barcelona, 5 de juny de 1926 - Madrid, 25 de febrer de 2006) fou un financer espanyol. President del Banco Popular de 1972 a 2004, fou també professor de la Universitat de Madrid i de la Universitat de Barcelona.

## Biografia

### Primers anys
Era fill de Ferran Valls i Taberner (jurista, historiador i polític) i de Marcelina Arnó Maristany. Va cursar els estudis primaris i secundaris en diverses ciutats (Barcelona, Gènova, Roma i Còrdova), a causa dels viatges que va haver de fer el seu pare.
Es va llicenciar en Dret per la Universitat de Barcelona. Es va doctorar en Dret en la Universitat de Madrid amb una memòria que portava per títol La cesión de contratos en el derecho español. Va ser professor d'Economia política i Hisenda Pública a les universitats de Madrid i Barcelona entre 1948 i 1956.

### Carrera professional en la banca
El 1957 es va incorporar al Banco Popular com a vicepresident executiu, fins que el 1972 va ser nomenat President de l'entitat financera, càrrec que va abandonar en 2004. Després de la seva retirada, va passar a ocupar la Presidència de la Junta d'Accionistes.
Quan va ingressar al Banc, va escometre la separació de funcions i responsabilitats del Consell d'Administració i la direcció executiva. Des de la Presidència va influir decisivament que els processos de decisió es basessin en criteris estrictament professionals, va promoure una organització flexible i amb pocs graons jeràrquics i va forjar un estil propi de fer banca. El Banc Popular ha estat considerat tres vegades el millor banc del món i en quatre ocasions el millor Banc d'Europa.
Va presentar la seva renúncia als càrrecs de conseller i president del Banc a l'octubre de 2004, sent nomenat Ángel Ron president executiu pel Consell d'Administració. La defunció de Luis Valls al febrer de 2006, que havia conservat la presidència de la junta d'accionistes, i la renúncia del seu germà Javier als càrrecs de conseller i copresident, fan que Ángel Ron quedi com a president únic del Banc.
En la seva trajectòria professional va destacar com un dels banquers més importants d'Espanya en la segona meitat del segle XX i impulsor de l'Associació Espanyola de Banca Privada.

### Altres dades
Era membre numerari de l'Opus Dei des de 1945, any en què va conèixer al seu fundador, Josepmaria Escrivá de Balaguer.
Valls va ajudar a salvar un poble, Morillo de Tou (Osca), que estava a la zona afectada per la Confederació Hidrogràfica de l'Ebre, en col·laboració amb CCOO.